# Миколаївська сільська рада (Пустомитівський район)
Миколаївська сільська рада — орган місцевого самоврядування у Пустомитівському районі Львівської області з адміністративним центром у с. Миколаїв.

## Населені пункти
- с. Миколаїв
- c. Гаї
- c. Городиславичі
- c. Підсоснів

## Склад ради
- Сільський голова: Савчак Іван Васильович
- Секретар сільської ради: Дітчик Маряна Степанівна
- Спеціаліст-землевпорядник: Толопка Любов Іванівна
- Загальний склад ради: 12 депутатів

### Керівний склад ради
Примітка: таблиця складена за даними джерела

### Депутати
Результати місцевих виборів 2010 року за даними ЦВК
| № зп | № округу | Прізвище, ім'я, по батькові    | Дата визнання обраним | Відомості про обраного депутата                                                                                  |
| ---- | -------- | ------------------------------ | --------------------- | --- |
| 1    | 1        | Савчак Іван Васильович         | 04.11.2010            | Освіта вища, позапартійний, ПП Савчак І. В., директор                                                            |
| 2    | 2        | Льонда Іван Григорович         | 04.11.2010            | Освіта середня спеціальна, позапартійний, тимчасово не працює                                                    |
| 3    | 3        | Дармограй Іван Васильович      | 04.11.2010            | Освіта середня спеціальна, позапартійний, СПДФО «Волчанський», водій                                             |
| 4    | 4        | Толопка Любов Іванівна         | 04.11.2010            | Освіта середня спеціальна, позапартійна, Миколаївська сільська рада, землевпо-рядник                             |
| 5    | 5        | Гуль Оксана Володимирівна      | 04.11.2010            | Освіта середня спеціальна, позапартійна, тимчасово не працює                                                     |
| 6    | 6        | Зозуля Мирослав Миколайович    | 04.11.2010            | Освіта вища, позапартійний, Миколаївська ветеринарна лікарня, завідувач                                          |
| 7    | 7        | Борсук Микола Ярославович      | 04.11.2010            | Освіта середня спеціальна, позапартійний, Укрпромбанк м. Львів, охоронець                                        |
| 8    | 8        | Неборачок Надія Семенівна      | 04.11.2010            | Освіта середня спеціальна, позапартійна, фельдшерсько-акушерський пункт с. Городиславичі, фельдшер               |
| 9    | 9        | Миколів Дмитро Михайлович      | 04.11.2010            | Освіта середня спеціальна, позапартійний, Пустомитівське управління з експлуатації газового господарства, слюсар |
| 10   | 10       | Петренко Володимир Миколайович | 04.11.2010            | Освіта середня спеціальна, позапартійний, Народний дім с. Городиславичі, директор                                |
| 11   | 11       | Орач Любов Степанівна          | 04.11.2010            | Освіта вища, позапартійна, Городиславицька загальноосвітня школа, директор                                       |
| 12   | 12       | Чернецький Тарас Любомирович   | 04.11.2010            | Освіта середня спеціальна, позапартійний, завод «Кока кола» м. Львів, водій                                      |
| 13   | 13       | Книш Ольга Григорівна          | 04.11.2010            | Освіта вища, позапартійна, Гаївська загальноосвітня школа, вчитель                                               |
| 14   | 14       | Беднарчук Степан Володимирович | 04.11.2010            | Освіта вища, позапартійний, тимчасово не працює                                                                  |
| 15   | 15       | Гуль Катерина Богданівна       | 04.11.2010            | Освіта вища, позапартійна, Миколаївська сільська рада, секретар                                                  |
| 16   | 16       | Тирпич Олександра Юріївна      | 04.11.2010            | Освіта вища, позапартійна, СП «Олеся», директор                                                                  |